# フェラーリ・F40 コンペティツィオーネ
フェラーリ F40 コンペティツィオーネ （F40 Competizione）は、イタリアのフェラーリ社が開発した自動車。1991年の第29回東京モーターショーに出展された。
F40 LMとコンペティツィオーネは公式的には同じ扱いを受けるが、ここではIMSAなどのレースに参戦したものを「LM」とし、サーキットユースを前提にコレクターに販売されたものを「コンペティツィオーネ」とする。

## 概要
世界の著名なフェラーリストのために、F40をベースに19台が限定生産された。ノーマルのF40に対する外観上の特徴は、フロントカウル上に大きく口を開けたラジエター冷却用のエアアウトレットと、リトラクタブルタイプから変更された丸型4灯式の埋め込みヘッドライト、リヤの可変式スポイラーを持つことである。
また、ノーマルのF40をコンペティツィオーネルックに改造する車体キットも様々なメーカーから発売されていた。
派生車種として、コンペティツィオーネに更に改良を加えたF40 GTE（グランツーリスモ・エヴォルツィオーネ）が存在する。

## F40からの変更点
エクステリア
各所に追加されたエアダクト、大型化されたフロントリップスポイラー、固定式の前後牽引フック、室内外から操作できる消火システム・キルスイッチ、初期型に見られたはめ殺しスライド式のドアガラス（アクリル樹脂製）、エアダクトと一体化され小型になったサイドミラー、外部バッテリー接続用端子、車体右側のクイックチャージャー対応の燃料給油口（左側は排除。ノーマルのフタのみ）、フォーミュラ1譲りの大型ディフューザーなどが追加装備されている。
シャーシ
足回りはノーマルより更に軽量化され、ワイド化されたグッドイヤー製のレーシング用スリックタイヤとO・Z製のホイールを装備。ブレーキはサイズアップおよびキャリパーを変更し、制動力を強化した。他にもサスペンション各部の見直しによるグリップ力の強化や、グループCカーなどに装備された内蔵式エアジャッキ（フロントに1本・リヤに2本装備）の搭載、パーキングブレーキの撤去（停車中は車輪止めが必須）といった改良が施された。
インテリア

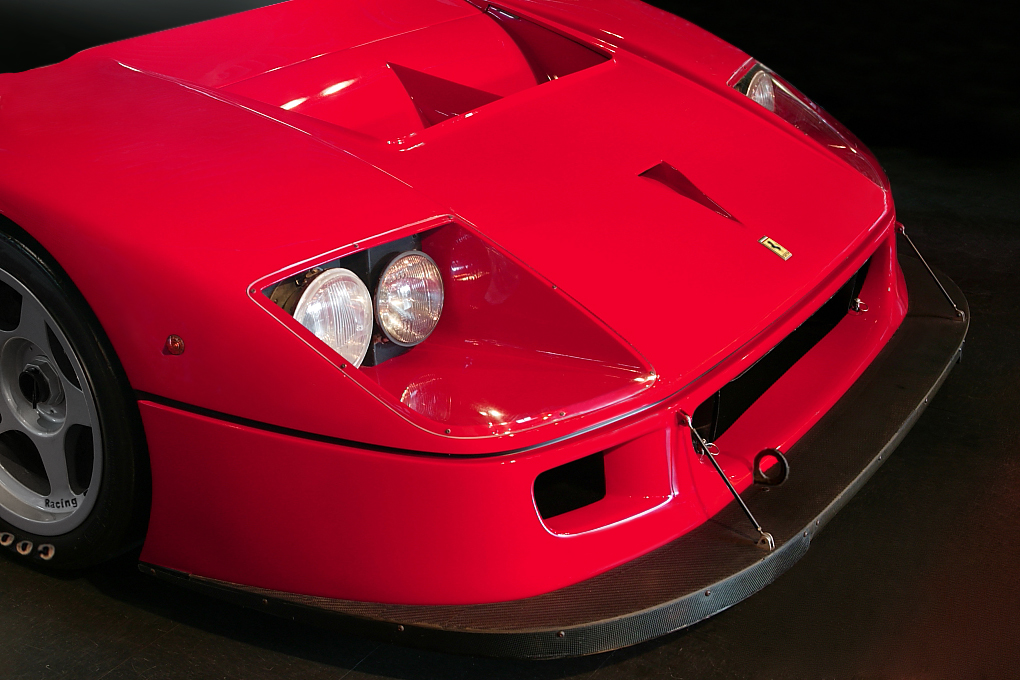
フェラーリ F40 Competizione

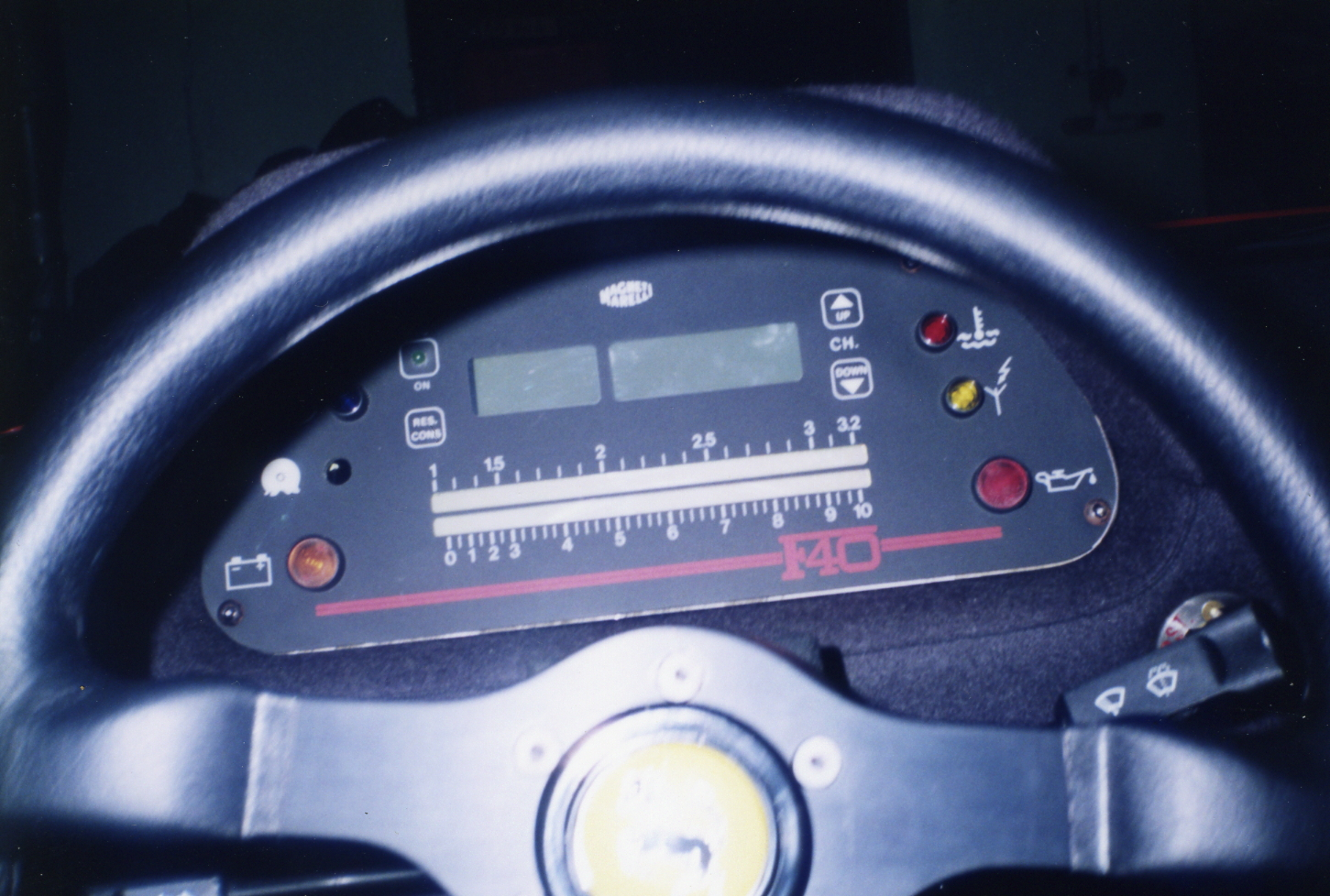
フェラーリ F40 Competizione

元々内装はカーボンファイバー製のパネルがむき出しの箇所が多かったが、布製のトリムはダッシュボードを除いてすべて排除し、センタートンネルのカバーも外され、アクセルワイヤー・ブレーキホース・消火システムのホース・シフトリンケージ等が整然と並ぶ。
運転席側には乗員保護用のインパクトバーを搭載し（固定式、乗り降りの際はこれをまたぐためかなり窮屈）、シフトノブ（ノーマルの黒に対し白に変更）を大型化した。さらに当時としては珍しかったデジタルメーターは、中央に各種車両データを切り替え表示できるようになっており、その下にターボのブースト圧計（3.2barまで）とタコメーター（10,000rpmまで）がバーグラフとして表示され、タイヤの空気圧警告灯も装備されたが、開発の遅れにより実際には機能していなかったという。
シートも形状が見直され、ホールド性のアップが図られた。レーシングハーネス（シートベルト）もサベルト製の4点式が装備されるなど、レースを意識したインテリアだった。一方でシングルシーター化はされていない。
エンジン
「ティーポF120B」と呼ばれる、排気量2,936ccの90度V型8気筒・DOHC32バルブ+ツインターボエンジンをミッドシップに縦置き配置するというレイアウトに変更はないが、タービンおよびインタークーラーの大型化とあわせ、ブースト圧は1.1barから2.5barまで引き上げられ、マネジメントシステムや給排気系の見直しとあいまって、最高出力はノーマルの478PS/7,000rpmから倍近い780PS/8,100rpm、最高速度も324km/hから381km/hに向上していた。